# Pázmán Mihály
Pázmán Mihály (N.Hunyad, 1819 körül – Miskolc, 1873. március 2.) színész, színigazgató.

## Pályafutása
Színészi karrierje 1838 körül indult, 1841-ben Székesfehérvárott játszott, 1842-ben Pozsonyban Sajtyini Fekete Lajos társulatában működött. 1843-ban Miskolcon lépett színpadra Balla Károlynál. 1847-től az 1860-as évekig színigazgatással foglalkozott, ezután újból színészként láthatta a közönség. A Vasárnapi Ujság 1855. június 10-ei száma írja róla: "Nemcsak mint igazgató, a szigorú rend fenntartása, de talpraesett játéka által is mint színész helyét tökéletesen betölté. Jó termete, férfias hangja és ügyes testtartása által őt a természet színésznek bélyegezte."
1863. február 22-én Kecskeméten ünnepelte 25 éves jubileumát. 1864-ben Miskolcon játszott Gárdonyi Antal társulatában, 1870-ben Balassagyarmaton szerepelt Beke Istvánnénál. Vendégszínészként három évadban is nagy tetszést aratva lépett fel a Nemzeti Színházban. 1870 őszén vonult vissza a színpadtól, ezután a miskolci városi tanácsnál dolgozott. Az 1857-es Színházi Naptár a következőket írta társulatáról: „A Pázmán-féle társulat egyike a napról napra mindinkább tökéletesülő, másodvonalbeli társaságoknak, s nagy személyzettel, díszítménnyel, könyvtárral, valamint szigorú belszervezettel bírt; bírósága is volt, mely minden hónapban ítéletet tartott”.
Szigeti Imre és Lászy Vilmos is szerepeltek nála. 1873. március 2-án hunyt el szívhűdésben, 1873. március 4-én helyezték örök nyugalomra, Némethy György búcsúztatta.

## Fontosabb szerepei
- Nagy Endre (Szigligeti Ede: Rózsa)
- I. István (Szigligeti Ede: Vazul)
- Zsiga cigány (Szigligeti Ede: Cigány)
- Jean, rongyszedő (Pyat: Párizsi rongyszedő)
- Báró Emerling (Albini: Veszedelmes nagynéni)

## Működési adatai
Igazgatóként: 1847: Pozsony; 1855 májusáig Tiszafüred; 1855–56: Szeged; 1856: Eger, Miskolc; 1856–57: Rimaszombat; 1857 december: Eger; 1858 ősze: Kecskemét.